# شيريل برنارد
شيريل برنارد هي لاعبة كرلنغ كندية، ولدت في 30 يونيو 1966 في غراند براري في الولايات المتحدة.

## وصلات خارجية
- شيريل برنارد على موقع الاتحاد الدولي للكرلنغ (الإنجليزية)
- شيريل برنارد على موقع اللجنة الأولمبية الدولية (الإنجليزية)
- شيريل برنارد على موقع أوليمبيديا (الإنجليزية)
- شيريل برنارد على موقع اللجنة الأولمبية الكندية (الإنجليزية)
- شيريل برنارد على موقع قاعة ألبرتا للمشاهير الرياضية (مؤرشف) (الإنجليزية)